# 目黑站

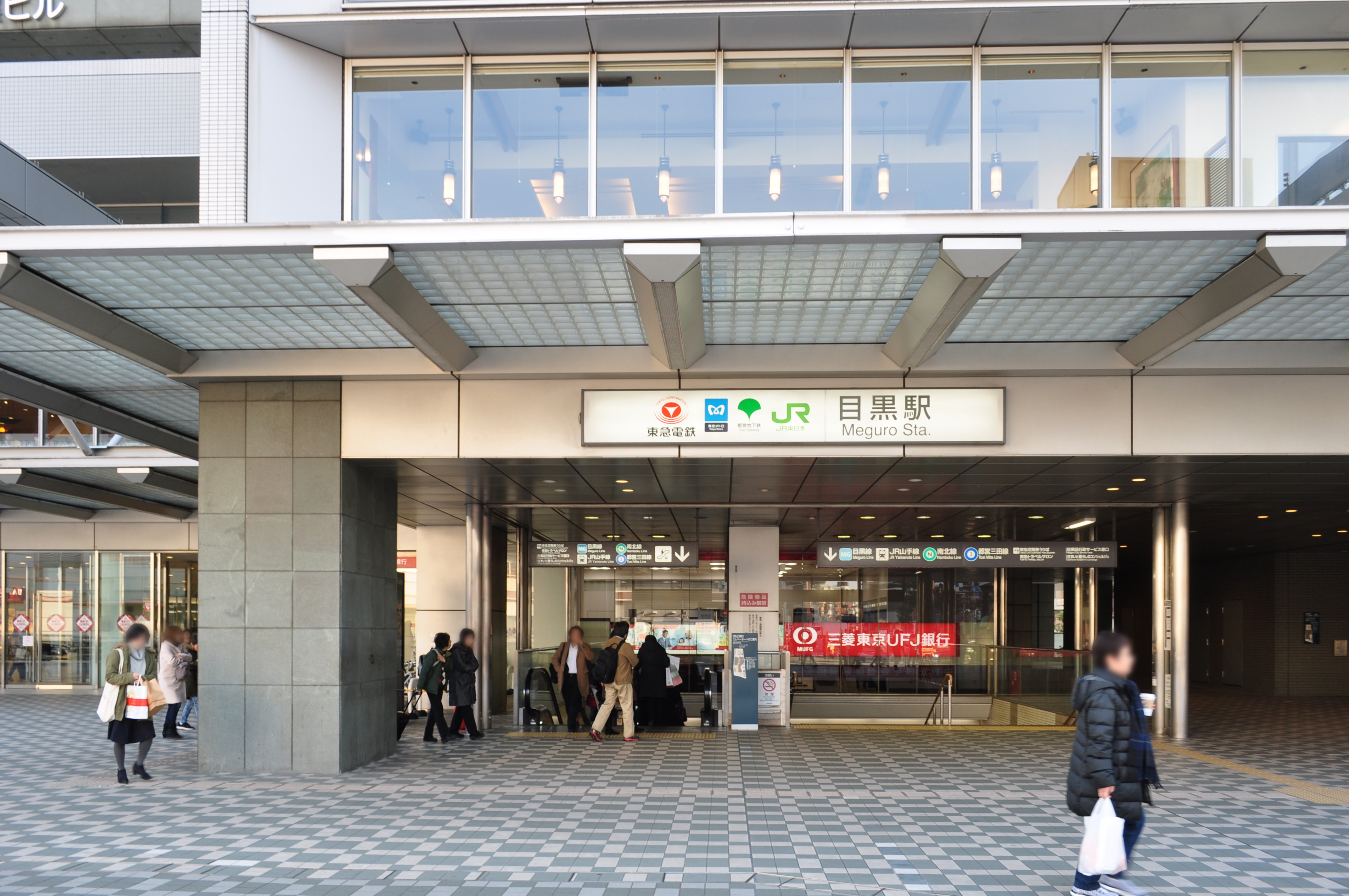
正面口（2018年1月）

目黑站（日语：／ Meguro eki */?）是位於日本東京都品川區上大崎，屬於東日本旅客鐵道（JR東日本）、東急電鐵（東急）、東京地下鐵、東京都交通局（都營地下鐵）的鐵路車站。此站是品川區最北端車站。

## 停靠路線
此站有以下4間公司4條路線停靠，是轉乘站。
- JR東日本： 山手線 - 僅停靠運行於電車線的環狀線山手線電車。依據特定都區市內制度，本站屬於「東京都區內」與「東京山手線內」[1]。車站編號為「JY 22」。
- 東急： 目黑線 - 本站為起點。與下述2路線互相直通運行。過去稱為「目蒲線」。車站編號為「MG01」。
- 東京地下鐵： 南北線 - 本站為起點。通車起有許多列車從赤羽岩淵站直通埼玉高速鐵道線。車站編號為「N 01」。
- 都營地下鐵： 三田線 - 本站為起點。車站編號為「I 01」。

東急目黑線、東京地下鐵南北線、都營地下鐵三田線之間實施互相直通運行，為站內共用的共同使用站（東急管轄）。
另外，南北線與三田線從本站至白金高輪站是共用車站與軌道設備。該區間由東京地下鐵作為第一種鐵道事業者，而東京都交通局則為第二種鐵道事業者。

## 歷史
- 1885年（明治18年）3月16日：日本鐵道目黑站開業[2]，只開辦客運服務。
- 1906年（明治39年）11月1日：日本鐵道被國有化，成為日本國鐵的車站。
- 1909年（明治42年）10月12日：日本國鐵重整路線，本站成為山手線所屬車站。
- 1923年（大正12年）3月11日：目黑蒲田電鐵（現東急）目黑站開業[3][2]。
- 1929年（昭和4年）：目蒲線目黑站開設東橫第2食堂[2]。
- 1936年（昭和11年）：目蒲線站房改建為木造砂漿2層建築[2]。
- 1942年（昭和17年）：目蒲線月台對應3輛編組[2]。
- 1953年（昭和28年）12月12日：目蒲線站房改建為鋼筋混擬土地上2層、地下1層建築[2]。
- 1967年（昭和42年）4月1日：目蒲線月台對應4輛編組，廢止3號線[2]。
- 1987年（昭和62年）4月1日：國鐵分割民營化，本站由JR東日本接手管理。
- 1992年（平成4年）：JR東日本在本站月台試驗月台閘門，閘門在試驗完成後被拆除。
- 1997年（平成9年）7月27日：東急目黑站地下化[2]。
- 2000年（平成12年）
  - 8月6日：目蒲線分割為目黑線和多摩川線，本站改屬目黑線[3]。
  - 9月26日：帝都高速度交通營團（營團地下鐵）南北線、都營地下鐵三田線經本站連接東急目黑線。同日開始相互直通運行[2]。
- 2001年（平成13年）
  - 4月28日：連結東急車站與JR車站西口的連絡地下道開通[4]。
  - 11月18日：JR東日本智慧卡系統Suica正式投入服務。
- 2004年（平成16年）4月1日：營團地下鐵民營化，本站由東京地下鐵接手管理。
- 2006年（平成18年）4月28日：東京地下鐵定期券售票處結束營業[5]。
- 2010年（平成22年）8月28日：JR山手線月台啟用可動式月台門[6]。

### 站名和所在地
雖然本站站名為目黑站，但不是位於目黑區而是品川區。就算是開業時車站也不在目黑村附近，而是位於大崎村附近。一般相信原因是在建設鐵路（現在的山手線）時目黑川附近的農民擔憂蒸氣機車駛過時會令他們的農作物受損而強烈反對，造成原本沿目黑川興建的計畫受挫。
事實上，這種站名與所處地名相異的情況並不罕見，如品川站（位在港區）、厚木站（位在海老名市）、志木站（位在新座市）等也有類似的情況。

## 車站構造

### JR東日本
島式月台1面2線的地面車站。剪票口設在站房以及地下2處。
山手線規劃從2012年（平成24年）度至2017年（平成29年）度陸續設置月台門，而目黑站則提前在2010年（平成22年）8月28日啟用。目黑站在1992年（平成4年）已先進行月台門設置實驗。
2016年8月20日，站內看板更新，加上車站編號。

#### 月台配置
| 月台 | 路線   | 方向 | 目的地               |
| ---- | ------ | ---- | -------------------- |
| 1    | 山手線 | 內環 | 品川、東京、上野方向 |
| 2    | 山手線 | 外環 | 澀谷、新宿、池袋方向 |

（來源：JR東日本:車站構內圖 （页面存档备份，存于））

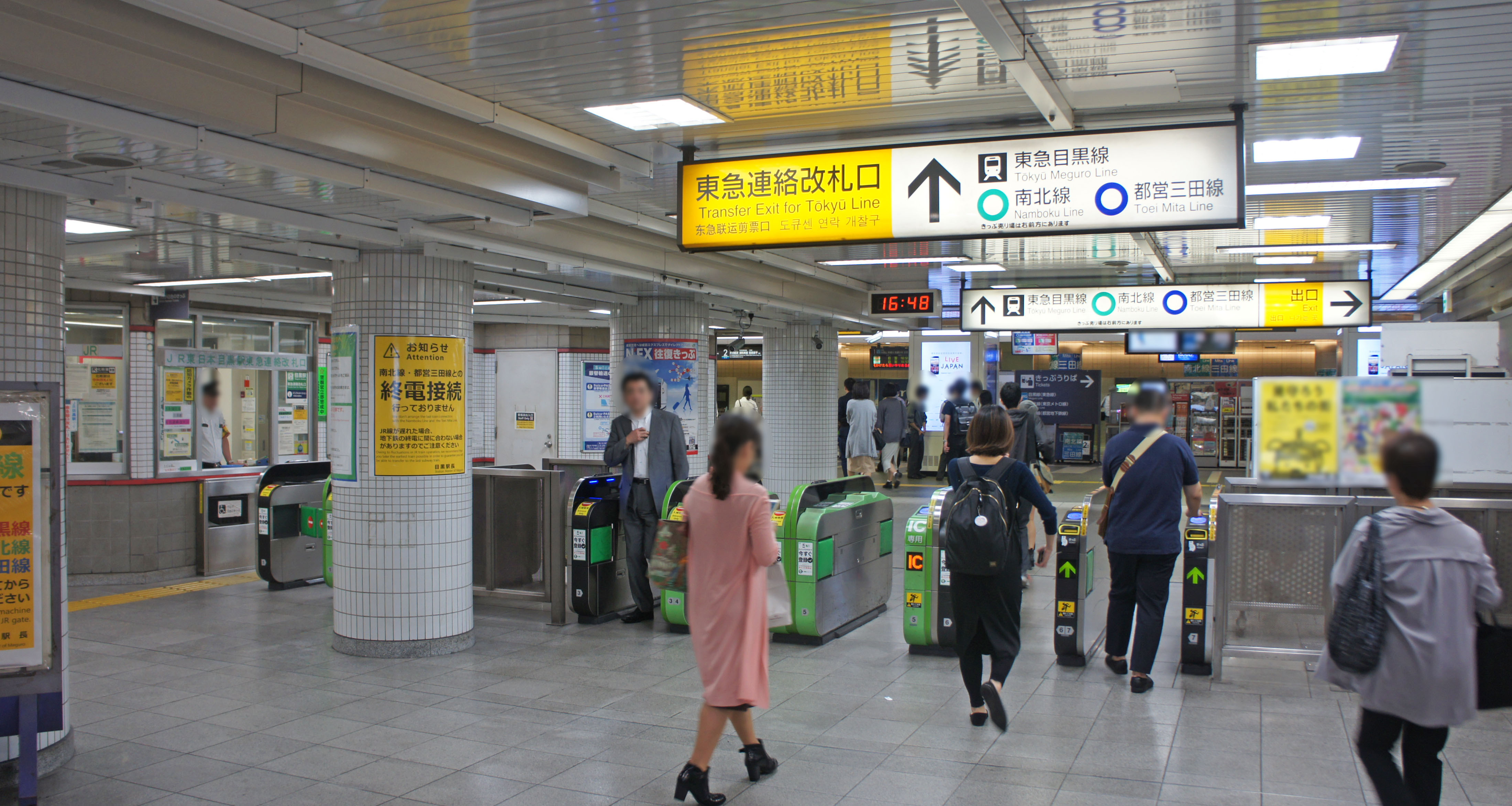
JR、東急聯絡閘口（2019年9月）
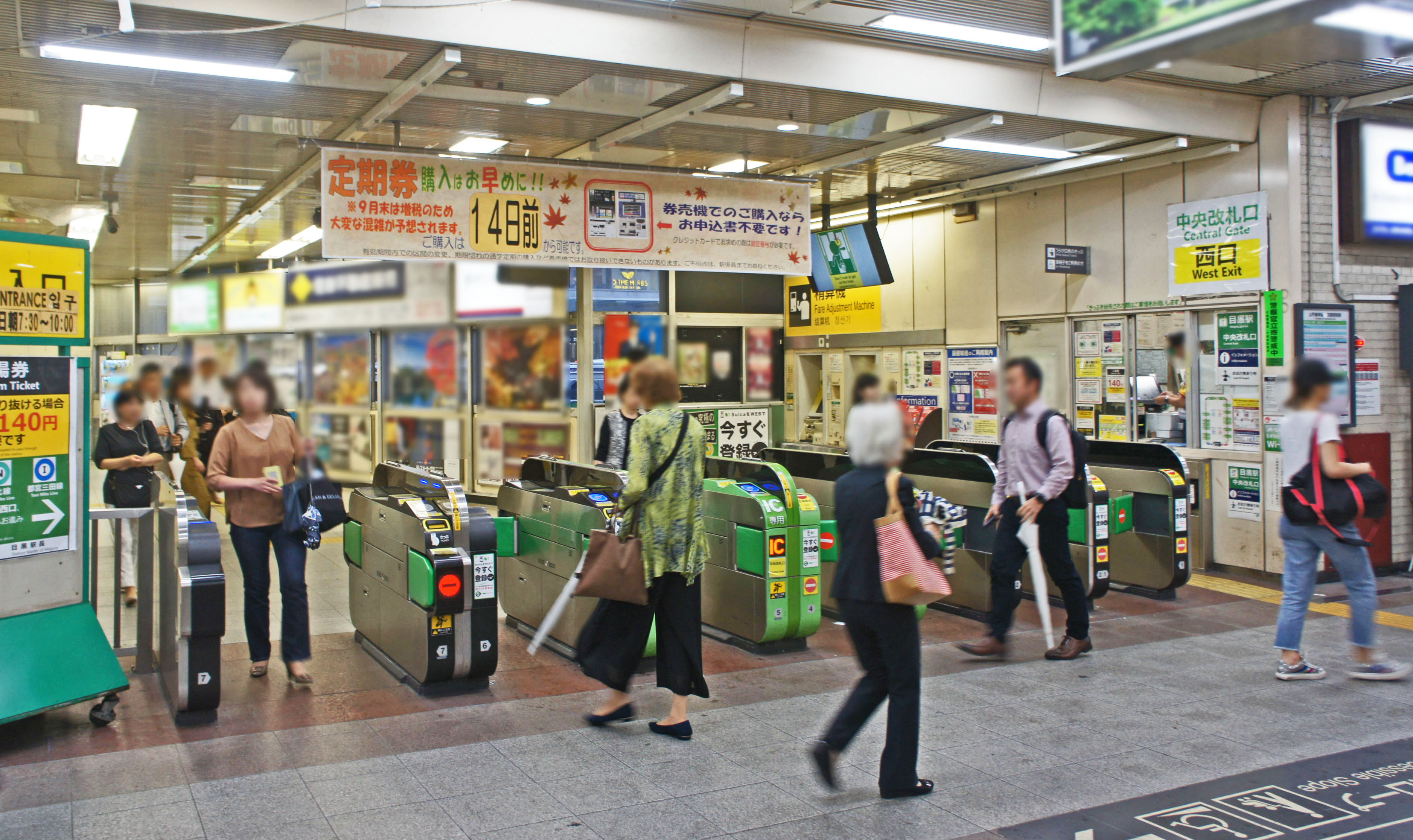
中央閘口（2019年9月）
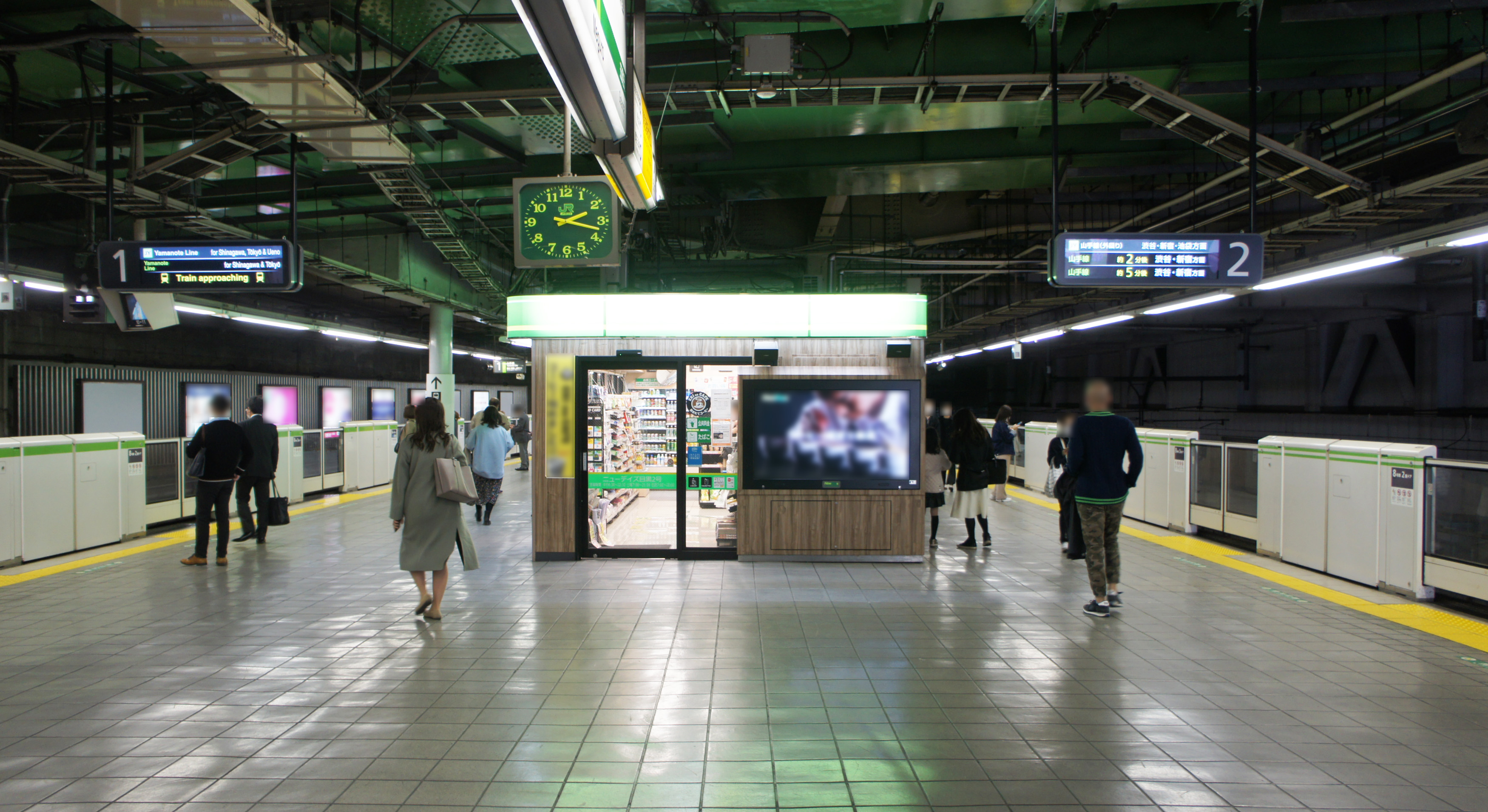
月台（2021年4月）

#### 發車音樂
| 1 | JY | Water Crown（東洋MEDIA LINKS製作） |
| 2 | JY | Dance on（櫻井音樂工房製作）       |

### 東急電鐵、東京地下鐵、都營地下鐵
島式月台1面2線的地下車站。月台為目黑線～南北線、三田線相互直達運行共用。此外，管理的業務歸屬於東急電鐵。
往武藏小杉方向設有剪式轉轍器。2006年9月25日至2008年6月21日，目黑線上行列車中的本站終停各站停車先利用該轉轍器至1號線下行月台，與後面進入2號線上行月台的上行急行接續，再載客發往武藏小杉。但自同年6月22日起，多數班次已直通南北線、三田線，折返列車也不再使用該轉轍器。
南北線車站採用全罩式月台門，但由於本站為東急管轄站，因此成為南北線中唯一安裝可動式月台門的車站。東急線開業時為2面3線的地上側式月台港灣式地面車站，之後1953年建造車站大樓，東急store入駐地下1樓。當時正面設有剪票口，另外1號線月台中央還有一座往山手線月台的連絡剪票口。1997年7月27日完成現在的站體構造。
站內設有東急、東京地下鐵、都營地下鐵3種自動售票機，須依據不同目的地在不同售票機購票。若是前往白金台站、白金高輪站，由於是東京地下鐵、都營地下鐵共用去間，兩者機器皆可購票。另外，PASMO、Suica等IC卡乘車券儲值、PASMO發售、定期券（磁氣、PASMO）發行等業務是由管理車站的東急負責，東京地下鐵、東京都交通局的自動售票機無法儲值，也不發行東京地下鐵、東京都交通局的定期券。（東急⇔東京地下鐵、東京都交通局的連絡定期券由東急定期券窗口及有「定期券」標誌的售票機發售）
本站是東急電鐵的站長所在站，管理「目黑站管內」本站 - 奧澤站間。東京地下鐵車站部分是霞關站務管區溜池山王地域的被管理站，都營地下車站部分則是日比谷站務管區日比谷站務區的被管理站。
目黑站是東京地下鐵的最南端車站。

#### 月台配置
| 月台 | 路線   | 目的地                                 |
| ---- | ------ | -------------------------------------- |
| 1    | 目黑線 | 大岡山、多摩川、武藏小杉、日吉方向     |
| 2    | 南北線 | 赤羽岩淵、 埼玉高速鐵道線 浦和美園方向 |
| 2    | 三田線 | 西高島平方向                           |

（來源：東急電鐵:車站構內圖 （页面存档备份，存于））、（來源：東京地下鐵:構內圖 （页面存档备份，存于））、（來源：都營地下鐵:車站構內圖 （页面存档备份，存于））
除終夜運轉以外，沒有本站起訖的南北線、三田線班次，但目黑線有本站起訖的班次存在。

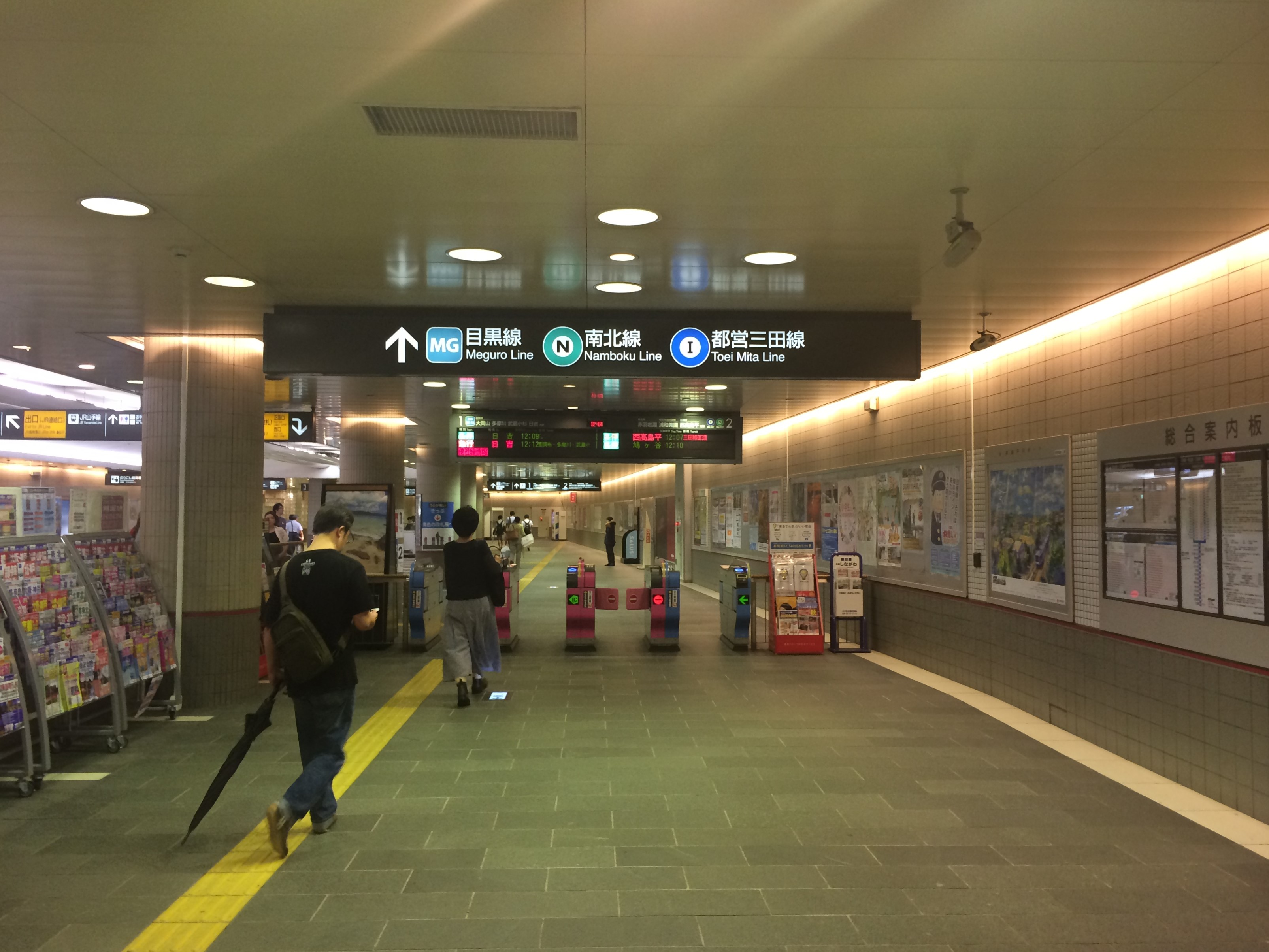
東急、東京地下鐵、東京都交通局閘口（2016年9月）

## 利用狀況
本站1日平均上下車人次在1999年度以前約30萬人左右，之後都營地下鐵三田線、東京地下鐵南北線通車並與東急目黑線直通開始，使用人數不斷增加。2017年度1日平均上下車人次總和達約71.6萬人，年上下車人次約2億6100萬人。
- JR東日本 - 2019年度1日平均上車人次為113,496人[利用客数 1]。
JR東日本車站中次於戶塚站位居第32位。
- 東急電鐵 - 2019年度1日平均上下車人次為286,145人[利用客数 2]。
該公司車站中次於澀谷站、橫濱站名列第3位。包括東京地下鐵南北線、都營地下鐵三田線。
- 東京地下鐵 - 2017年度1日平均上下車人次為118,326人[利用客数 3]。
包括東急目黑線直通人次。
- 都營地下鐵 - 2017年度1日平均上下車人次為97,236人（上車人次49,675人，下車人次47,561人）[利用客数 4]。
包括東急目黑線直通人次。

### 各年度1日平均上下車人次
各年度1日平均上下車人次如下表（JR除外）。
| 年度               | 東京急行電鐵/東急電鐵 | 東京急行電鐵/東急電鐵 | 東京地下鐵         | 東京地下鐵 | 都營地下鐵         | 都營地下鐵 |
| 年度               | 1日平均 上下車人次    | 增長率                | 1日平均 上下車人次 | 增長率     | 1日平均 上下車人次 | 增長率     |
| ------------------ | --------------------- | --------------------- | ------------------ | ---------- | ------------------ | ---------- |
| 2000年（平成12年） |                       |                       | 34,834             |            | 31,332             |            |
| 2001年（平成13年） |                       |                       | 51,488             | 47.8%      | 46,057             | 47.0%      |
| 2002年（平成14年） | 180,398               |                       | 57,400             | 11.5%      | 52,915             | 14.9%      |
| 2003年（平成15年） | 186,301               | 3.3%                  | 65,748             | 14.6%      | 55,720             | 5.3%       |
| 2004年（平成16年） | 191,340               | 2.7%                  | 66,210             | 0.7%       | 58,153             | 4.4%       |
| 2005年（平成17年） | 195,425               | 2.1%                  | 70,088             | 5.9%       | 61,453             | 5.7%       |
| 2006年（平成18年） | 203,745               | 4.3%                  | 74,879             | 6.8%       | 66,370             | 8.0%       |
| 2007年（平成19年） | 221,429               | 8.7%                  | 86,549             | 15.6%      | 73,493             | 10.7%      |
| 2008年（平成20年） | 235,367               | 6.3%                  | 90,332             | 4.4%       | 77,589             | 5.6%       |
| 2009年（平成21年） | 241,585               | 2.6%                  | 92,666             | 2.6%       | 80,825             | 4.2%       |
| 2010年（平成22年） | 235,597               | -2.5%                 | 93,678             | 1.1%       | 78,990             | -2.3%      |
| 2011年（平成23年） | 236,572               | 0.4%                  | 94,530             | 0.9%       | 78,127             | -1.1%      |
| 2012年（平成24年） | 241,718               | 2.2%                  | 98,495             | 4.2%       | 81,069             | 3.8%       |
| 2013年（平成25年） | 248,074               | 2.6%                  | 102,998            | 4.6%       | 83,424             | 2.9%       |
| 2014年（平成26年） | 251,530               | 1.4%                  | 105,289            | 2.2%       | 85,305             | 2.3%       |
| 2015年（平成27年） | 259,382               | 3.1%                  | 109,114            | 3.6%       | 88,327             | 3.5%       |
| 2016年（平成28年） | 267,662               | 3.2%                  | 112,752            | 3.3%       | 92,429             | 4.6%       |
| 2017年（平成29年） | 276,680               | 3.4%                  | 118,326            | 4.9%       | 98,317             | 6.4%       |
| 2018年（平成30年） | 285,661               | 3.2%                  | 122,861            | 3.8%       | 102,086            | 5.0%       |
| 2019年（令和元年） | 286,145               | 0.2%                  |                    |            |                    |            |

### 各年度1日平均上車人次（1880年代 - 1930年代）
各年度1日平均上車人次如下表。
| 年度               | 日本鐵道 / 國鐵 | 目黑蒲田電鐵 | 來源              |
| ------------------ | --------------- | ------------ | ----------------- |
| 1884年（明治17年） | [ 備註 1 ]      | 未開業       |                   |
| 1885年（明治18年） | 10              | 未開業       | [ 東京府統計 2 ]  |
| 1886年（明治19年） | 9               | 未開業       | [ 東京府統計 3 ]  |
| 1888年（明治21年） | 28              | 未開業       | [ 東京府統計 4 ]  |
| 1890年（明治23年） | 38              | 未開業       | [ 東京府統計 5 ]  |
| 1891年（明治24年） | 37              | 未開業       | [ 東京府統計 6 ]  |
| 1893年（明治26年） | 59              | 未開業       | [ 東京府統計 7 ]  |
| 1895年（明治28年） | 144             | 未開業       | [ 東京府統計 8 ]  |
| 1896年（明治29年） | 234             | 未開業       | [ 東京府統計 9 ]  |
| 1897年（明治30年） | 311             | 未開業       | [ 東京府統計 10 ] |
| 1898年（明治31年） | 381             | 未開業       | [ 東京府統計 11 ] |
| 1899年（明治32年） | 375             | 未開業       | [ 東京府統計 12 ] |
| 1900年（明治33年） | 400             | 未開業       | [ 東京府統計 13 ] |
| 1901年（明治34年） | 442             | 未開業       | [ 東京府統計 14 ] |
| 1902年（明治35年） | 417             | 未開業       | [ 東京府統計 15 ] |
| 1903年（明治36年） | 431             | 未開業       | [ 東京府統計 16 ] |
| 1904年（明治37年） | 277             | 未開業       | [ 東京府統計 17 ] |
| 1905年（明治38年） | 304             | 未開業       | [ 東京府統計 18 ] |
| 1907年（明治40年） | 496             | 未開業       | [ 東京府統計 19 ] |
| 1908年（明治41年） | 615             | 未開業       | [ 東京府統計 20 ] |
| 1909年（明治42年） | 785             | 未開業       | [ 東京府統計 21 ] |
| 1911年（明治44年） | 1,501           | 未開業       | [ 東京府統計 22 ] |
| 1912年（大正元年） | 1,598           | 未開業       | [ 東京府統計 23 ] |
| 1913年（大正02年） | 1,409           | 未開業       | [ 東京府統計 24 ] |
| 1914年（大正03年） | 1,178           | 未開業       | [ 東京府統計 25 ] |
| 1915年（大正04年） | 1,256           | 未開業       | [ 東京府統計 26 ] |
| 1916年（大正05年） | 1,617           | 未開業       | [ 東京府統計 27 ] |
| 1919年（大正08年） | 2,919           | 未開業       | [ 東京府統計 28 ] |
| 1920年（大正09年） | 4,163           | 未開業       | [ 東京府統計 29 ] |
| 1922年（大正11年） | 6,431           | [ 備註 2 ]   | [ 東京府統計 30 ] |
| 1923年（大正12年） | 11,921          |              | [ 東京府統計 31 ] |
| 1924年（大正13年） | 16,386          |              | [ 東京府統計 32 ] |
| 1925年（大正14年） | 15,637          |              | [ 東京府統計 33 ] |
| 1926年（昭和元年） | 18,275          | 20,371       | [ 東京府統計 34 ] |
| 1927年（昭和02年） | 18,110          | 23,274       | [ 東京府統計 35 ] |
| 1928年（昭和03年） | 16,356          | 24,046       | [ 東京府統計 36 ] |
| 1929年（昭和04年） | 16,216          | 24,508       | [ 東京府統計 37 ] |
| 1930年（昭和05年） | 15,247          | 12,293       | [ 東京府統計 38 ] |
| 1931年（昭和06年） | 14,243          | 22,868       | [ 東京府統計 39 ] |
| 1932年（昭和07年） | 13,714          | 22,221       | [ 東京府統計 40 ] |
| 1933年（昭和08年） | 13,788          | 22,651       | [ 東京府統計 41 ] |
| 1934年（昭和09年） | 14,109          | 22,827       | [ 東京府統計 42 ] |
| 1935年（昭和10年） | 14,591          | 23,492       | [ 東京府統計 43 ] |

### 各年度1日平均上車人次（1953年 - 2000年）
| 年度               | 國鐵 / JR東日本 | 東京急行電鐵 | 營團   | 都營地下鐵 | 來源              |
| ------------------ | --------------- | ------------ | ------ | ---------- | ----------------- |
| 1953年（昭和28年） | 35,534          |              | 未開業 | 未開業     | [ 東京都統計 1 ]  |
| 1954年（昭和29年） | 37,788          |              | 未開業 | 未開業     | [ 東京都統計 2 ]  |
| 1955年（昭和30年） | 39,957          |              | 未開業 | 未開業     | [ 東京都統計 3 ]  |
| 1956年（昭和31年） | 41,612          | 51,373       | 未開業 | 未開業     | [ 東京都統計 4 ]  |
| 1957年（昭和32年） | 44,243          | 55,774       | 未開業 | 未開業     | [ 東京都統計 5 ]  |
| 1958年（昭和33年） | 46,217          | 58,228       | 未開業 | 未開業     | [ 東京都統計 6 ]  |
| 1959年（昭和34年） | 49,545          | 61,208       | 未開業 | 未開業     | [ 東京都統計 7 ]  |
| 1960年（昭和35年） | 52,388          | 64,038       | 未開業 | 未開業     | [ 東京都統計 8 ]  |
| 1961年（昭和36年） | 53,631          | 66,181       | 未開業 | 未開業     | [ 東京都統計 9 ]  |
| 1962年（昭和37年） | 56,664          | 69,315       | 未開業 | 未開業     | [ 東京都統計 10 ] |
| 1963年（昭和38年） | 60,581          | 71,693       | 未開業 | 未開業     | [ 東京都統計 11 ] |
| 1964年（昭和39年） | 62,084          | 71,200       | 未開業 | 未開業     | [ 東京都統計 12 ] |
| 1965年（昭和40年） | 61,585          | 68,881       | 未開業 | 未開業     | [ 東京都統計 13 ] |
| 1966年（昭和41年） | 62,099          | 65,733       | 未開業 | 未開業     | [ 東京都統計 14 ] |
| 1967年（昭和42年） | 63,110          | 65,231       | 未開業 | 未開業     | [ 東京都統計 15 ] |
| 1968年（昭和43年） | 63,727          | 64,925       | 未開業 | 未開業     | [ 東京都統計 16 ] |
| 1969年（昭和44年） | 59,710          | 63,597       | 未開業 | 未開業     | [ 東京都統計 17 ] |
| 1970年（昭和45年） | 60,910          | 62,847       | 未開業 | 未開業     | [ 東京都統計 18 ] |
| 1971年（昭和46年） | 104,246         | 61,391       | 未開業 | 未開業     | [ 東京都統計 19 ] |
| 1972年（昭和47年） | 104,263         | 62,671       | 未開業 | 未開業     | [ 東京都統計 20 ] |
| 1973年（昭和48年） | 105,666         | 63,458       | 未開業 | 未開業     | [ 東京都統計 21 ] |
| 1974年（昭和49年） | 108,381         | 62,658       | 未開業 | 未開業     | [ 東京都統計 22 ] |
| 1975年（昭和50年） | 106,273         | 61,219       | 未開業 | 未開業     | [ 東京都統計 23 ] |
| 1976年（昭和51年） | 107,581         | 59,953       | 未開業 | 未開業     | [ 東京都統計 24 ] |
| 1977年（昭和52年） | 105,622         | 59,622       | 未開業 | 未開業     | [ 東京都統計 25 ] |
| 1978年（昭和53年） | 104,959         | 58,888       | 未開業 | 未開業     | [ 東京都統計 26 ] |
| 1979年（昭和54年） | 104,344         | 57,538       | 未開業 | 未開業     | [ 東京都統計 27 ] |
| 1980年（昭和55年） | 101,674         | 56,175       | 未開業 | 未開業     | [ 東京都統計 28 ] |
| 1981年（昭和56年） | 102,041         | 55,342       | 未開業 | 未開業     | [ 東京都統計 29 ] |
| 1982年（昭和57年） | 101,688         | 54,759       | 未開業 | 未開業     | [ 東京都統計 30 ] |
| 1983年（昭和58年） | 100,257         | 54,393       | 未開業 | 未開業     | [ 東京都統計 31 ] |
| 1984年（昭和59年） | 101,707         | 55,044       | 未開業 | 未開業     | [ 東京都統計 32 ] |
| 1985年（昭和60年） | 100,545         | 54,992       | 未開業 | 未開業     | [ 東京都統計 33 ] |
| 1986年（昭和61年） | 102,148         | 55,510       | 未開業 | 未開業     | [ 東京都統計 34 ] |
| 1987年（昭和62年） | 102,874         | 56,005       | 未開業 | 未開業     | [ 東京都統計 35 ] |
| 1988年（昭和63年） | 109,000         | 56,792       | 未開業 | 未開業     | [ 東京都統計 36 ] |
| 1989年（平成元年） | 110,227         | 56,934       | 未開業 | 未開業     | [ 東京都統計 37 ] |
| 1990年（平成02年） | 113,460         | 58,997       | 未開業 | 未開業     | [ 東京都統計 38 ] |
| 1991年（平成03年） | 116,563         | 60,541       | 未開業 | 未開業     | [ 東京都統計 39 ] |
| 1992年（平成04年） | 115,753         | 59,786       | 未開業 | 未開業     | [ 東京都統計 40 ] |
| 1993年（平成05年） | 115,455         | 59,025       | 未開業 | 未開業     | [ 東京都統計 41 ] |
| 1994年（平成06年） | 114,745         | 58,526       | 未開業 | 未開業     | [ 東京都統計 42 ] |
| 1995年（平成07年） | 113,478         | 58,178       | 未開業 | 未開業     | [ 東京都統計 43 ] |
| 1996年（平成08年） | 114,063         | 58,389       | 未開業 | 未開業     | [ 東京都統計 44 ] |
| 1997年（平成09年） | 112,956         | 57,748       | 未開業 | 未開業     | [ 東京都統計 45 ] |
| 1998年（平成10年） | 111,362         | 57,074       | 未開業 | 未開業     | [ 東京都統計 46 ] |
| 1999年（平成11年） | 110,348         | 56,459       | 未開業 | 未開業     | [ 東京都統計 47 ] |
| 2000年（平成12年） | 106,820         | 65,899       | 18,032 | 15,684     | [ 東京都統計 48 ] |

### 各年度1日平均上車人次（2001年以後）
| 年度               | JR東日本 | 東京急行電鐵/東急電鐵 | 營團 / 東京地下鐵 | 都營地下鐵 | 來源              |
| ------------------ | -------- | --------------------- | ----------------- | ---------- | ----------------- |
| 2001年（平成13年） | 99,547   | 83,365                | 25,677            | 23,123     | [ 東京都統計 49 ] |
| 2002年（平成14年） | 99,413   | 88,047                | 28,642            | 26,619     | [ 東京都統計 50 ] |
| 2003年（平成15年） | 98,561   | 91,128                | 31,716            | 28,055     | [ 東京都統計 51 ] |
| 2004年（平成16年） | 97,463   | 93,285                | 33,230            | 29,227     | [ 東京都統計 52 ] |
| 2005年（平成17年） | 98,344   | 95,141                | 35,660            | 30,940     | [ 東京都統計 53 ] |
| 2006年（平成18年） | 100,006  | 99,151                | 37,795            | 33,370     | [ 東京都統計 54 ] |
| 2007年（平成19年） | 105,073  | 107,148               | 42,934            | 37,044     | [ 東京都統計 55 ] |
| 2008年（平成20年） | 106,132  | 114,792               | 44,849            | 39,688     | [ 東京都統計 56 ] |
| 2009年（平成21年） | 104,923  | 118,170               | 45,666            | 41,353     | [ 東京都統計 57 ] |
| 2010年（平成22年） | 102,310  | 115,482               | 46,118            | 40,447     | [ 東京都統計 58 ] |
| 2011年（平成23年） | 101,998  | 116,049               | 46,680            | 39,997     | [ 東京都統計 59 ] |
| 2012年（平成24年） | 103,033  | 118,374               | 48,478            | 41,489     | [ 東京都統計 60 ] |
| 2013年（平成25年） | 106,538  | 122,849               | 50,627            | 42,647     | [ 東京都統計 61 ] |
| 2014年（平成26年） | 106,504  | 124,778               | 51,845            | 43,633     | [ 東京都統計 62 ] |
| 2015年（平成27年） | 108,163  | 128,917               | 53,852            | 45,177     | [ 東京都統計 63 ] |
| 2016年（平成28年） | 110,219  | 132,732               | 55,493            | 47,253     | [ 東京都統計 64 ] |
| 2017年（平成29年） | 111,655  | 137,241               | 58,260            | 49,130     | [ 東京都統計 65 ] |
| 2018年（平成30年） | 115,560  | 141,532               | 60,551            | 52,120     | [ 東京都統計 66 ] |
| 2019年（令和元年） | 113,496  |                       |                   |            |                   |

備註
1. ↑  1885年3月1日開業。
2. ↑  1923年3月11日開業。
3. ↑  2000年9月26日開業。
4. ↑  2000年9月26日開業。

## 車站周邊
- 權之助坂
- 權之助坂商店街
- 行人坂
- atre目黑
- 目黑雅敘園
- 大鳥神社（日语：大鳥神社 (目黒区)）
- 學校法人杉野學園（日语：学校法人杉野学園）

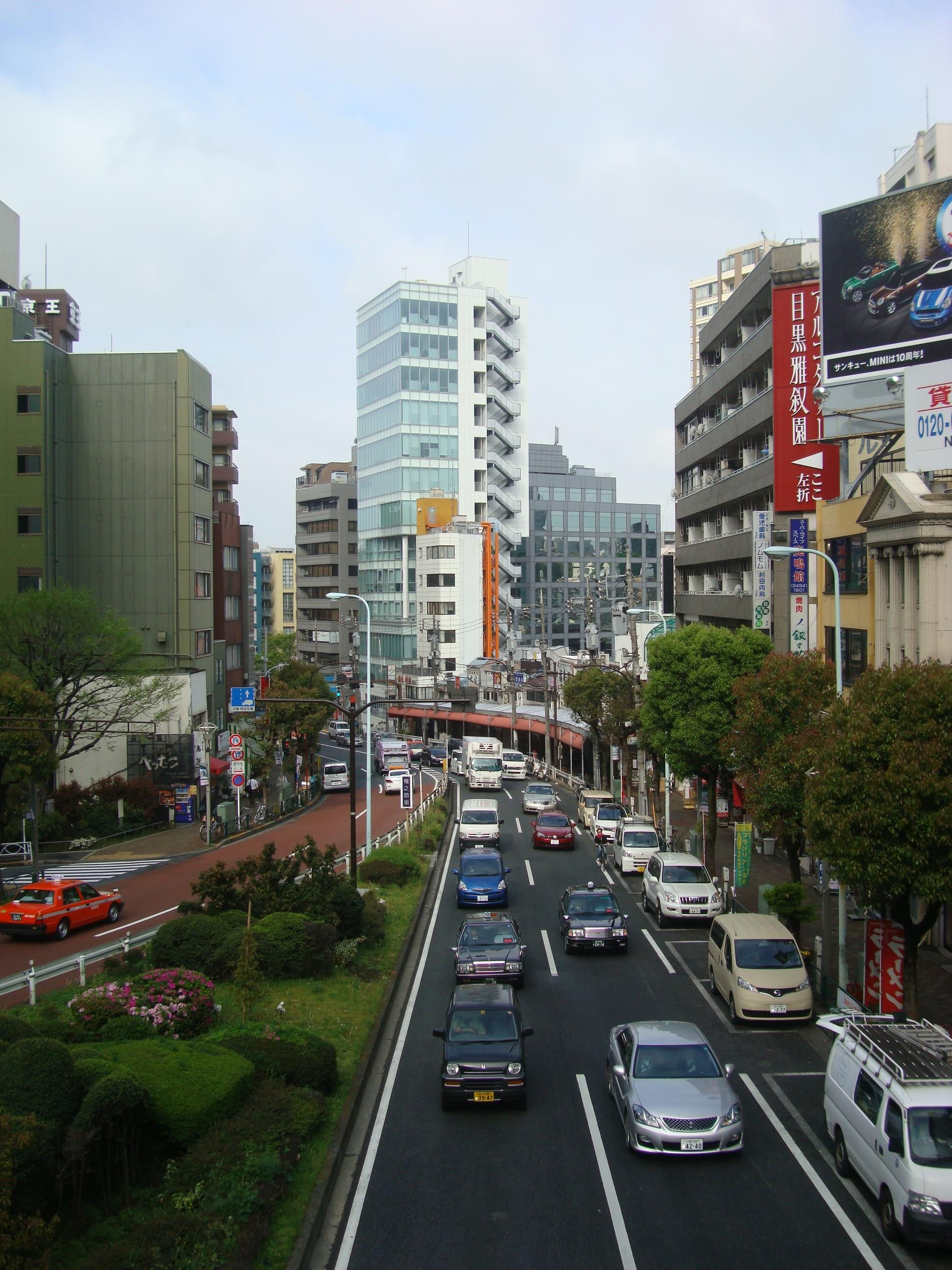
權之助坂

杉野服飾大學（日语：杉野服飾大学）、杉野服飾大學短期大學部、Dress Maker學院（日语：ドレスメーカー学院）。
- 日出中學校、高等學校
- Horipro
- 日之丸自動車學校（日语：日の丸自動車グループ）
- EASE NEWYORK、EASE PARIS
- JR東急目黑大樓 - atre目黑2與NTT廣告（日语：NTTアド）、NBeacon Communications（日语：ビーコン・コミュニケーションズ）本社
- 新目黑東急大樓 - 日本星巴克本社
- 目黑公園塔

## 巴士路線
由都營巴士、東急巴士運行以下路線。

### 東口
都營巴士在東口圓環內，東急巴士在目黑通上（東行在車站北側，西行在車站南側）。東急巴士西行的巴士站名為「目黑站東口」，其他為「目黑站前」。
| 乘車處       | 系統 | 主要行經地                           | 目的地                       | 運行業者 |
| ------------ | ---- | ------------------------------------ | ---------------------------- | -------- |
| 1號          | 品93 | 明治學院、品川站高輪口、品川車庫     | 大井競馬場                   | ■都營    |
| 1號          | 品93 | 明治學院前、品川站高輪口             | 品川車庫                     | ■都營    |
| 2號          | 黑77 | 天現寺橋、北青山三丁目、明治公園     | 千駄谷站（國立競技場站）     | ■都營    |
| 2號          | 橋86 | 愛育診所、麻布十番站、御成門         | 新橋站                       | ■都營    |
| 2號          | 橋86 | 愛育診所、麻布十號站、御成門         | 東京鐵塔                     | ■都營    |
| 7號（東行）  | 東98 | 慶應義塾大前、東京鐵塔、經濟產業省前 | 東京站南口                   | ■東急    |
| 無號（西行） | 東98 | 清水、都立大學站北口、等等力七丁目   | 等等力操車所（部分止於清水） | ■東急    |

### 西口
0 - 2號乘車處在目黑通上（車站南側），3 - 5號乘車處在目黑站西口正面。
| 乘車處 | 系統 | 主要行經地                                     | 目的地                       | 運行業者 |
| ------ | ---- | ---------------------------------------------- | ---------------------------- | -------- |
| 0號    | 東98 | 清水、都立大學站北口、等等力七丁目             | 等等力操車所（部分止於清水） | ■東急    |
| 1號    | 黑09 | 中目黑站、下馬一丁目、下馬營業所、世田谷觀音   | 野澤龍雲寺（循環）           | ■東急    |
| 2號    | 黑06 | 祐天寺站、世田谷觀音                           | 三軒茶屋站                   | ■東急    |
| 3號    | 黑01 | 清水、沙雷氏教會                               | 大岡山小學校前               | ■東急    |
| 3B號   | 黑01 | 大鳥神社前、前競馬場前                         | 清水                         | ■東急    |
| 3B號   | 黑02 | 清水、都立大學站北口                           | 等等力七丁目 ※僅深夜巴士     | ■東急    |
| 4號    | 黑02 | 清水、都立大學站北口、等等力七丁目、上野毛站   | 二子玉川站                   | ■東急    |
| 4號    | 黑02 | 清水、都立大學站北口                           | 等等力七丁目                 | ■東急    |
| 5號    | 黑07 | 清水、都立大學站北口、日本體育大學前、櫻新町站 | 弦巻營業所                   | ■東急    |

## 相鄰車站
東日本旅客鐵道
 山手線
五反田（JY 23）－目黑（JY 22）－惠比壽（JY 21）
東急電鐵（東急）、東京地下鐵（東京地下鐵）、東京都交通局（都營地下鐵）
 目黑線、 南北線、 都營三田線
■急行（此站起在地下鐵線內各站停車）
武藏小山（東急目黑線、MG03）－目黑（MG01/N 01、I 01）－白金台（南北線、N 02/三田線、I 02）
■各站停車
不動前（東急目黑線、MG02）－目黑（MG01/N 01、I 01）－白金台（南北線、N 02/三田線、I 02）

### 統計資料
JR、私鐵、地下鐵1日平均使用人數
1. ↑  各駅の乗車人員 （页面存档备份，存于） - JR東日本
2. ↑  2016年度乗降人員 （页面存档备份，存于） - 東急電鉄
3. ↑  各駅の乗降人員ランキング （页面存档备份，存于） - 東京メトロ
4. ↑  各駅乗降人員一覧 （页面存档备份，存于） - 東京都交通局

JR東日本1999年度以後的上車人次
1. ↑  各駅の乗車人員（1999年度） （页面存档备份，存于） - JR東日本
2. ↑  各駅の乗車人員（2000年度） （页面存档备份，存于） - JR東日本
3. ↑  各駅の乗車人員（2001年度） （页面存档备份，存于） - JR東日本
4. ↑  各駅の乗車人員（2002年度） （页面存档备份，存于） - JR東日本
5. ↑  各駅の乗車人員（2003年度） （页面存档备份，存于） - JR東日本
6. ↑  各駅の乗車人員（2004年度） （页面存档备份，存于） - JR東日本
7. ↑  各駅の乗車人員（2005年度） （页面存档备份，存于） - JR東日本
8. ↑  各駅の乗車人員（2006年度） （页面存档备份，存于） - JR東日本
9. ↑  各駅の乗車人員（2007年度） （页面存档备份，存于） - JR東日本
10. ↑  各駅の乗車人員（2008年度） （页面存档备份，存于） - JR東日本
11. ↑  各駅の乗車人員（2009年度） （页面存档备份，存于） - JR東日本
12. ↑  各駅の乗車人員（2010年度） （页面存档备份，存于） - JR東日本
13. ↑  各駅の乗車人員（2011年度） （页面存档备份，存于） - JR東日本
14. ↑  各駅の乗車人員（2012年度） （页面存档备份，存于） - JR東日本
15. ↑  各駅の乗車人員（2013年度） （页面存档备份，存于） - JR東日本
16. ↑  各駅の乗車人員（2014年度） （页面存档备份，存于） - JR東日本
17. ↑  各駅の乗車人員（2015年度） （页面存档备份，存于） - JR東日本
18. ↑  各駅の乗車人員（2016年度） （页面存档备份，存于） - JR東日本
19. ↑  各駅の乗車人員（2017年度） （页面存档备份，存于） - JR東日本
20. ↑  各駅の乗車人員（2018年度） （页面存档备份，存于） - JR東日本
21. ↑  各駅の乗車人員（2019年度） （页面存档备份，存于） - JR東日本

JR、私鐵、地下鐵統計資料
1. ↑  各種報告書 （页面存档备份，存于） - 関東交通広告協議会
2. 1 2  品川区の統計 （页面存档备份，存于） - 品川区
3. ↑  区勢要覧 （页面存档备份，存于） - 目黒区

東京府統計書
1. ↑  東京府統計書 - 国立国会図書館（デジタル化資料）
2. ↑  .   [2020-07-27]. （原始内容存档于2020-11-03）.
3. ↑  .   [2020-07-27]. （原始内容存档于2020-11-03）.
4. ↑  .   [2020-07-27]. （原始内容存档于2020-11-03）.
5. ↑  .   [2020-07-27]. （原始内容存档于2020-11-03）.
6. ↑  .   [2020-07-27]. （原始内容存档于2020-11-03）.
7. ↑  .   [2020-07-27]. （原始内容存档于2020-06-07）.
8. ↑  .   [2020-07-27]. （原始内容存档于2020-11-03）.
9. ↑  .   [2020-07-27]. （原始内容存档于2020-08-20）.
10. ↑  .   [2020-07-27]. （原始内容存档于2020-08-20）.
11. ↑  .   [2020-07-27]. （原始内容存档于2020-08-20）.
12. ↑  .   [2020-07-27]. （原始内容存档于2020-08-20）.
13. ↑  .   [2020-07-27]. （原始内容存档于2021-02-15）.
14. ↑  .   [2020-07-27]. （原始内容存档于2020-08-20）.
15. ↑  .   [2020-07-27]. （原始内容存档于2020-08-20）.
16. ↑  .   [2020-07-27]. （原始内容存档于2020-08-20）.
17. ↑  .   [2020-07-27]. （原始内容存档于2020-08-20）.
18. ↑  .   [2020-07-27]. （原始内容存档于2021-01-01）.
19. ↑  .   [2020-07-27]. （原始内容存档于2020-06-07）.
20. ↑  .   [2020-07-27]. （原始内容存档于2020-08-20）.
21. ↑  .   [2020-07-27]. （原始内容存档于2020-07-29）.
22. ↑  .   [2020-07-27]. （原始内容存档于2020-07-29）.
23. ↑  .   [2020-07-27]. （原始内容存档于2021-01-01）.
24. ↑  .   [2020-07-27]. （原始内容存档于2021-01-01）.
25. ↑  .   [2020-07-27]. （原始内容存档于2020-07-29）.
26. ↑  .   [2020-07-27]. （原始内容存档于2021-01-01）.
27. ↑  .   [2020-07-27]. （原始内容存档于2021-01-01）.
28. ↑  .   [2020-07-27]. （原始内容存档于2020-06-07）.
29. ↑  .   [2020-07-27]. （原始内容存档于2020-06-07）.
30. ↑  .   [2020-07-27]. （原始内容存档于2020-07-29）.
31. ↑  .   [2020-07-27]. （原始内容存档于2020-07-29）.
32. ↑  .   [2020-07-27]. （原始内容存档于2020-07-29）.
33. ↑  .   [2020-07-27]. （原始内容存档于2020-07-29）.
34. ↑  .   [2020-07-27]. （原始内容存档于2020-07-29）.
35. ↑  .   [2020-07-27]. （原始内容存档于2020-07-29）.
36. ↑  .   [2020-07-27]. （原始内容存档于2020-07-29）.
37. ↑  .   [2020-07-27]. （原始内容存档于2020-07-29）.
38. ↑  .   [2020-07-27]. （原始内容存档于2020-07-29）.
39. ↑  .   [2020-07-27]. （原始内容存档于2020-07-29）.
40. ↑  .   [2020-07-27]. （原始内容存档于2020-07-29）.
41. ↑  .   [2020-07-27]. （原始内容存档于2020-07-29）.
42. ↑  .   [2020-07-27]. （原始内容存档于2020-07-29）.
43. ↑  .   [2020-07-27]. （原始内容存档于2020-07-29）.

東京都統計年鑑
1. ↑  昭和28年PDF - 13ページ
2. ↑  昭和29年PDF - 10ページ
3. ↑  昭和30年PDF - 10ページ
4. ↑  昭和31年PDF
5. ↑  昭和32年PDF
6. ↑  昭和33年PDF
7. ↑  .   [2017-05-06]. （原始内容存档于2016-03-05）.
8. ↑  .   [2017-05-06]. （原始内容存档于2016-03-05）.
9. ↑  .   [2017-05-06]. （原始内容存档于2015-06-29）.
10. ↑  .   [2017-05-06]. （原始内容存档于2015-06-29）.
11. ↑  .   [2017-05-06]. （原始内容存档于2015-06-29）.
12. ↑  .   [2017-05-06]. （原始内容存档于2015-06-29）.
13. ↑  .   [2017-05-06]. （原始内容存档于2016-03-05）.
14. ↑  .   [2017-05-06]. （原始内容存档于2016-03-05）.
15. ↑  .   [2017-05-06]. （原始内容存档于2016-03-05）.
16. ↑  .   [2017-05-06]. （原始内容存档于2016-03-05）.
17. ↑  .   [2017-05-06]. （原始内容存档于2016-03-05）.
18. ↑  .   [2017-05-06]. （原始内容存档于2016-03-05）.
19. ↑  .   [2017-05-06]. （原始内容存档于2015-06-29）.
20. ↑  .   [2017-05-06]. （原始内容存档于2015-06-29）.
21. ↑  .   [2017-05-06]. （原始内容存档于2015-06-29）.
22. ↑  .   [2017-05-06]. （原始内容存档于2016-03-05）.
23. ↑  .   [2017-05-06]. （原始内容存档于2016-06-02）.
24. ↑  .   [2017-05-06]. （原始内容存档于2015-06-29）.
25. ↑  .   [2017-05-06]. （原始内容存档于2016-03-05）.
26. ↑  .   [2017-05-06]. （原始内容存档于2015-06-29）.
27. ↑  .   [2017-05-06]. （原始内容存档于2016-03-05）.
28. ↑  .   [2017-05-06]. （原始内容存档于2016-03-05）.
29. ↑  .   [2017-05-06]. （原始内容存档于2016-03-05）.
30. ↑  .   [2017-05-06]. （原始内容存档于2015-06-29）.
31. ↑  .   [2017-05-06]. （原始内容存档于2015-06-29）.
32. ↑  .   [2017-05-06]. （原始内容存档于2015-06-29）.
33. ↑  .   [2017-05-06]. （原始内容存档于2016-03-05）.
34. ↑  .   [2017-05-06]. （原始内容存档于2016-03-05）.
35. ↑  .   [2017-05-06]. （原始内容存档于2015-06-29）.
36. ↑  .   [2017-05-06]. （原始内容存档于2016-03-05）.
37. ↑  .   [2017-05-06]. （原始内容存档于2016-03-05）.
38. ↑  .   [2017-05-06]. （原始内容存档于2016-03-05）.
39. ↑  .   [2017-05-06]. （原始内容存档于2016-03-05）.
40. ↑  平成4年
41. ↑  平成5年
42. ↑  平成6年
43. ↑  平成7年
44. ↑  平成8年
45. ↑  .   [2017-05-06]. （原始内容存档于2016-03-04）.
46. ↑  平成10年PDF
47. ↑  平成11年PDF
48. ↑  .   [2017-05-06]. （原始内容存档于2016-03-04）.
49. ↑  .   [2017-05-06]. （原始内容存档于2016-03-04）.
50. ↑  .   [2017-05-06]. （原始内容存档于2017-07-29）.
51. ↑  .   [2017-05-06]. （原始内容存档于2017-07-29）.
52. ↑  .   [2017-05-06]. （原始内容存档于2017-07-29）.
53. ↑  .   [2017-05-06]. （原始内容存档于2017-07-29）.
54. ↑  .   [2017-05-06]. （原始内容存档于2017-07-29）.
55. ↑  .   [2017-05-06]. （原始内容存档于2017-07-29）.
56. ↑  .   [2017-05-06]. （原始内容存档于2017-07-29）.
57. ↑  .   [2017-05-06]. （原始内容存档于2016-03-26）.
58. ↑  .   [2017-05-06]. （原始内容存档于2016-03-27）.
59. ↑  .   [2017-05-06]. （原始内容存档于2016-03-25）.
60. ↑  .   [2017-05-06]. （原始内容存档于2016-03-27）.
61. ↑  .   [2017-05-06]. （原始内容存档于2016-03-22）.
62. ↑  .   [2017-05-06]. （原始内容存档于2017-07-30）.
63. ↑  .   [2017-05-06]. （原始内容存档于2018-11-09）.
64. ↑  .   [2018-10-22]. （原始内容存档于2019-05-02）.
65. ↑  .   [2020-07-27]. （原始内容存档于2019-12-03）.
66. ↑  .   [2020-07-27]. （原始内容存档于2020-08-04）.

## 外部連結
- 車站資訊（目黑）：東日本旅客鐵道
- 目黑（各站資訊） - 東急電鐵
- 目黑/N01 | 路線・車站資訊 | 東京地下鐵
- 目黑 - 東京都交通局